# Санин Кано, Бальдомеро
Бальдомеро Санин Кано (исп. Baldomero Sanín Cano; 27 июня 1861, Рионегро, Антьокия — 12 мая 1957, Богота) — колумбийский общественный и политический деятель, лингвист, литературовед, журналист, публицист, эссеист и преподаватель университета.

## Биография
В 1880 году окончил учительскую семинарию Нормал де Рионегро в департаменте Антьокия. Выучил восемь языков и был переводчиком произведений и авторов из других стран. Был сотрудником журнала Hispania и редактором газеты La Nación в Буэнос-Айресе, а также сотрудничал в колумбийском издании El Tiempo.
Стал заместителем министра администрации Рейеса, находился на колумбийской дипломатической службе в Великобритании (1907—1909) и Аргентине (1933—1935). В 1924—1933 годах — депутат Национального конгресса Колумбии.
Автор работ по филологии, истории культуры, философии, педагогике. Член Колумбийской академии языка. Ректор Университета Эль-Каука в Попаяне. Почётный доктор Эдинбургского и Боготского университетов.
Получил известность как гуманист, активно отстаивавший права женщин. В 1928 году вместе с журналисткой, просветительницей и феминисткой Хеорхиной Флетчер отстаивал проект закона о «гражданских правах колумбийских женщин», который был представлен в Конгрессе либеральным сенатором Абсалоном Фернандесом де Сото, однако забаллотирован уходом большинства консервативных сенаторов.
Выступавший против фашизма, милитаризма и антикоммунизма Санин Кано после Второй мировой войны был членом Всемирного совета мира и был награждён Международной Сталинской премией «За укрепление мира между народами» (1954). Одновременно пользовался в Колумбии национальным признанием представителей различных идеологических направлений. На его похоронах выступили высшие представители традиционных партий: Альберто Льерас Камарго от либералов и Гильермо Леон Валенсия от консерваторов.

## Опубликованные сочинения
- Administración Reyes (1904—1909) (1909)
- An Elementary Spanish Grammar (1918)
- A Key to An Elementary Spanish Grammar (1920)
- «Ручная цивилизация и другие очерки» (1925)
- Indagaciones e imágenes (1926)
- Crítica y arte (1932)
- Divagaciones filosóficas y apólogos literarios (1934)
- Ensayos (1942)
- «История колумбийской литературы» (1944)
- De mi vida y otras vidas (1949)
- Tipos, obras, ideas (1949)
- El humanismo y el progreso del hombre (1955)
- Pesadumbre de la belleza y otros ensayos y apólogos (1957)